# Sleeping With Ghosts
Sleeping With Ghosts är musikgruppen Placebos fjärde album från 2003. Albumet finns även i en specialversion där en bonusskiva med covers ingår. Sleeping With Ghosts släpptes den 25 mars 2003 och specialversionen den 22 september samma år. Skivetikett är Elevator Music/Hut Records.

## Låtlista Sleeping With Ghosts
1. Bulletproof Cupid (Instrumental)
2. English Summer Rain
3. This Picture
4. Sleeping With Ghosts (även kallad Soulmates)
5. The Bitter End
6. Something Rotten
7. Plasticine
8. Special Needs
9. I'll Be Yours
10. Second Sight
11. Protect Me From What I Want
12. Centrefolds

## Låtlista Sleeping With Ghosts: Special Edition (2cd)

### Cd 1
1. Bulletproof Cupid (Instrumental)
2. English Summer Rain
3. This Picture
4. Sleeping With Ghosts (även kallad Soulmates)
5. The Bitter End
6. Something Rotten
7. Plasticine
8. Special Needs
9. I'll Be Yours
10. Second Sight
11. Protect Me From What I Want
12. Centrefolds

### Cd 2:Covers
1. Running Up That Hill (Kate Bush)
2. Where Is My Mind (The Pixies)
3. Bigmouth Strikes Again (The Smiths)
4. Johnny And Mary (Robert Palmer)
5. 20th Century Boy (T-Rex)
6. The Ballad Of Melody Nelson (Serge Gainsbourg)
7. Holocaust (Alex Chilton)
8. I Feel You (Depeche Mode)
9. Daddy Cool (Boney M)
10. Jackie (Sinéad O'Connor)

## Singlar
- The Bitter End
- This Picture
- Special Needs
- English Summer Rain

## Katalognr
- Cd: CDFLOOR17
- Cd, Promo: CDPFLOOR17
- 12": FLOORLP17
- Special Edition (cd): CDFLOORX17